# Kanadisch-portugiesische Beziehungen
Die kanadisch-portugiesischen Beziehungen umfassen das zwischenstaatliche Verhältnis zwischen Kanada (port.: Canadá) und Portugal. Die Länder unterhalten seit 1952 direkte diplomatische Beziehungen.
Das Verhältnis gilt traditionell als sehr gut. Es geht zurück auf die vielfältige portugiesische Präsenz im heutigen Kanada seit den Portugiesischen Entdeckungsreisen Ende des 15. Jahrhunderts und die Mitwirkung portugiesischer Pioniere bei der Erschließung des Landes. Heute wird die Beziehung vor allem durch die gemeinsame Mitgliedschaft in der NATO, die Zusammenarbeit in internationalen Gremien wie die Organisation für Sicherheit und Zusammenarbeit in Europa (OSZE), die Organisation für wirtschaftliche Zusammenarbeit und Entwicklung (OECD), die Welthandelsorganisation, die Pazifik-Allianz, den Internationalen Strafgerichtshof oder auch die verschiedenen UN-Unterorganisationen bestimmt. Zudem hat Kanada seit 2021 Beobachterstatus in der Gemeinschaft der Portugiesischsprachigen Länder (CPLP). Der wachsende bilaterale Handel und die bedeutende portugiesische Gemeinde in Kanada sind ebenfalls zu nennen, mit der weltweit erfolgreichen Popsängerin Nelly Furtado als vielleicht bekanntestem Gesicht.
Bis zur kanadischen Unabhängigkeit wurden die offiziellen Beziehungen durch die britisch-portugiesischen Beziehungen geprägt.

## Geschichte

### Vom Beginn der europäischen Kolonisation bis 1900

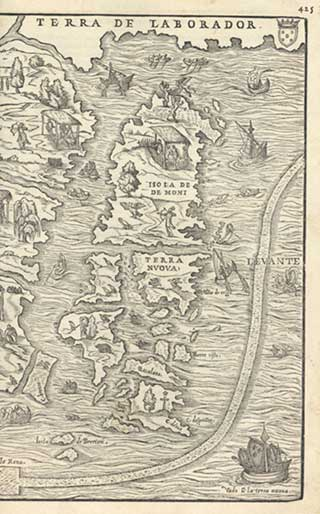
Karte Neufundlands mit portugiesischem Hoheitswappen (Karte Gastaldis von 1565)

Möglicherweise kamen Seefahrer aus Portugal auf den portugiesischen Entdeckungsreisen bereits ab Mitte des 15. Jahrhunderts entlang der Windströmungen bis in die Sargassosee (was vermutlich zur Neuentdeckung der Azoren führte) auch schon bis nach Neufundland und Labrador, doch wird diese Annahme angesichts der bisher spärlichen Dokumentenlage bislang nur von einzelnen Historikern verteidigt.
Möglicherweise war der portugiesische Seefahrer João Vaz Corte-Real ab der ersten dänisch-portugiesischen Expedition 1473 der erste Europäer (seit den Wikingern um 1000 n. Chr.), der bis nach Neufundland im heutigen Kanada kam. Bis heute heißt die Region im Portugiesischen Terra Nova, Neues Land. Corte-Real ging hier jedoch nicht an Land. Erst die portugiesischen Seefahrer João Fernandes Lavrador (ab 1498) und Pêro de Barcelos kartografierten 1499 und 1500 die Küsten Neufundlands. Die Bezeichnung des dortigen Landstrichs Labrador etwa (vermutlich nach dem Seefahrer Lavrador) geht auf diese Frühzeit europäischer Präsenz in Kanada zurück.
Ab 1500 folgten verschiedene portugiesische Expeditionen, zunächst die der Brüder Miguel und Gaspar Corte-Real (Söhne des João Vaz Corte-Real), die Neufundland erstmals eingehend studierten, später weitere Seefahrer Portugals und zunehmend auch anderer Länder. Nach der Entdeckung des Sankt-Lorenz-Golfs und des Sankt-Lorenz-Stroms durch den Franzosen Jacques Cartier zwischen 1534 und 1536 erfolgten eine Vielzahl weiterer Entdeckerfahrten. Die Gewässer um Neufundland wurden wegen ihrer reichen Fisch- und Walbestände besonders interessant, neben baskischen, spanischen und französischen insbesondere auch für die portugiesischen Fangflotten und Handelsschiffe, die jedoch ab der zweiten Hälfte des 16. Jahrhunderts durch englische Freibeuter zunehmend verdrängt wurden. Hatte Portugal unter Berufung auf den Vertrag von Tordesillas (1494) anfangs noch Anspruch auf das Gebiet von Labrador erhoben und mit Expeditionen wie die der Corte-Real-Brüder zu realisieren versucht, so musste es hier nun jede Ambition aufgeben. Um 1524–25 befuhr der portugiesische Seefahrer Estevão Gomes, der Steuermann bei Magellans Weltumsegelung gewesen war, die See um Neufundland auf der Suche nach der Nordwestpassage, allerdings in spanischen Diensten.
Die portugiesische Fischfangflotte, die Frota Branca, agierte davon ungeachtet dort weiter. Seit 1480 fing sie hier den für Portugal bedeutenden Kabeljau (port. Bacalhau) in großen Mengen. Wirtschaftlich war der Fischfang vor der heutigen kanadischen Küste auch für die weitere portugiesische Expansion bedeutend, mit dem profitablen Fischverkauf und den Steuereinnahmen daraus für die portugiesische Krone. Diese fruchtbare Verbindung sollte danach durch alle tiefgreifenden Veränderungen in der jahrhundertelangen Geschichte Portugals bis in die 1970er Jahre erstaunlich stabil bleiben.
Zur Expedition des Franzosen Pierre Dugua de Mons in das aus europäischer Sicht noch unbekannte heutige Kanada gehörte Anfang des 17. Jahrhunderts auch der mehrsprachige afrikanisch-portugiesischstämmige Mathieu da Costa, der von portugiesischen Juden abstammte und als talentierter Kommunikator galt. Er war damit nicht nur der erste Schwarze im heutigen Kanada, belegt ist auch sein Verdienst als Übersetzer, der die Kommunikation der französischen Kolonisatoren mit den Ureinwohner Kanadas ermöglichte.
Im Laufe der weiteren Entwicklung kamen mit den übrigen europäischen Einwanderern auch Portugiesen in das heutige Kanada, neben Fischern und Seeleute im Walfang an Ost- und Westküste auch Einwanderer in das Hinterland. So wurde etwa Pedro da Silva Ende des 17. Jahrhunderts zum maßgeblichen Mitbegründer des Postwesens in Kanada und Vorläufer der Canada Post.
Im weiteren Verlauf bildeten sich vor allem in Städten wie Toronto und Montreal, aber auch in Vancouver portugiesische Gemeinden. Wirtschaftliche Notlagen insbesondere auf den Azoren und die traditionellen Seerouten entlang der von dort geografisch günstigen See- und Windströmungen sorgten für mehrere stärkere Auswanderungswellen nach Nordamerika, so dass die portugiesische Diaspora in Kanada seither stark von Menschen mit Bezug zu den Azoren dominiert wird.

### Von 1900 bis heute
Nachdem das heutige Kanada im Verlauf des 18. Jahrhunderts unter britische Hoheit gekommen war, erwehrte sich die britische Kolonie zunächst möglichen US-amerikanischen Begehrlichkeiten und konstituierte sich am 1. Juli 1867 als Kanadische Konföderation, der nach und nach alle Gebiete des heutigen Kanadas beitraten. Als erstes britisches Dominion hatte es damit eine erste Unabhängigkeit vom Mutterland, dem Vereinigten Königreich erlangt.

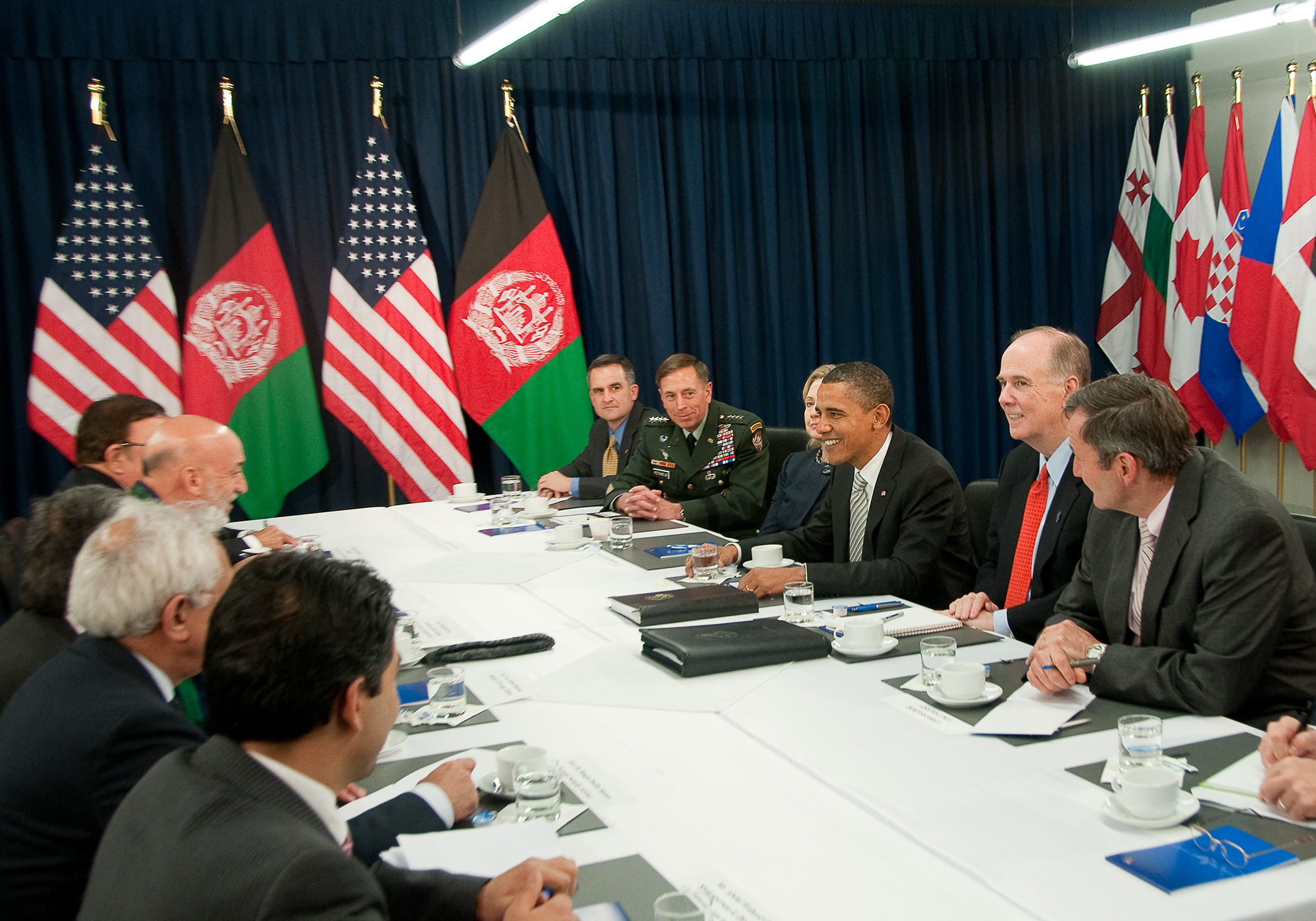
NATO-Gipfel in Lissabon 2010

Kanada nahm im Ersten Weltkrieg an der Seite des britischen Mutterlandes ab dessen Kriegseintritt am 4. August 1914 teil. Nach der Kriegserklärung Deutschlands an Portugal am 9. März 1916 waren beide Länder damit Teil der Alliierten. Die insgesamt etwa 620.000 Männer der kanadische Canadian Expeditionary Force und die insgesamt etwa 100.000 Soldaten des Portugiesischen Expeditionskorps kämpften dabei beide unter britischem Oberbefehl an der Westfront, meist getrennt voneinander. Die Kanadier hatten am Schluss etwa 60.700 Tote zu beklagen (ca. 9,3 %), während die Portugiesen nach Kriegsende 2.160 Tote (ca. 2,2 %), 5.224 Verwundete und 6.678 Gefangene bilanzieren mussten.
Kanada baute seine Unabhängigkeit danach weiter aus. So nahm es neben Portugal und den anderen Alliierten an den Verhandlungen zum Friedensvertrag von Versailles als eigenes Land teil und war 1920 wie Portugal Gründungsmitglied des Völkerbunds. 1949 trat auch das letzte größere Gebiet der Kanadischen Konföderation bei, 1965 löste die heute bekannte Ahorn-Flagge Kanadas die britische Flagge Kanadas als kanadische Staatsflagge ab, und Premierminister Pierre Trudeau (Vater des heutigen Premiers Justin Trudeau) strebte seit seinem Amtsantritt 1968 die vollständige Unabhängigkeit Kanadas an. Portugal blieb als ältester Verbündeter Großbritanniens bei allen diesen Vorgängen neutral, ging allerdings 1952 bereits erste diplomatische Beziehungen zum Staat Kanada ein und eröffnete am 12. April 1952 seine erste Legation in Ottawa, mit der Akkreditierung des ersten portugiesischen Botschafters dort am gleichen Tag. Am 28. Mai 1954 folgte ein erstes kanadisch-portugiesisches Handelsabkommen.
1982 erreichte Trudeau schließlich die vollständige Unabhängigkeit Kanadas.
Am 10. April 1987 schlossen Kanada und Portugal ein Luftfahrtsabkommen, am 14. Juni 1999 folgte ein Doppelbesteuerungsabkommen und ein Abkommen zur Vermeidung von Steuerflucht.
Ab den 1990er Jahren folgten eine Reihe weiterer Abkommen zwischen Kanada und Portugal bzw. der Europäischen Wirtschaftsgemeinschaft (seit 1993 EU), zu der Portugal seit 1986 gehört.
Seither kam es zu zahlreichen gegenseitigen Staatsbesuchen und Zusammenkünften auf verschiedenen Ebenen, zu nennen insbesondere Gespräche im Rahmen von NATO-Gipfeln und den schwierigen Verhandlungen zum Freihandelsabkommen CETA.

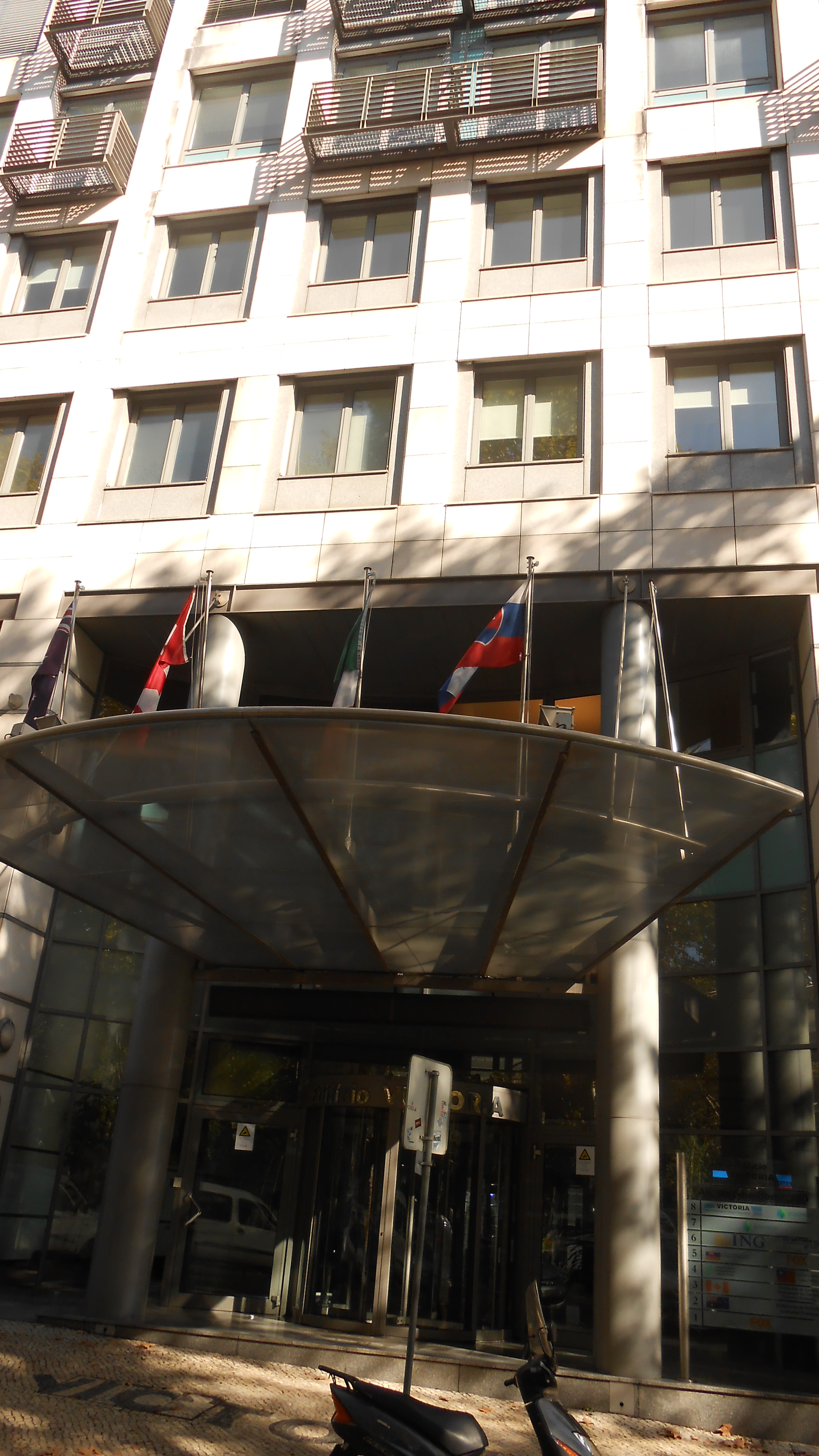
Die kanadische Botschaft im Edifício Victória in Lissabon.

## Diplomatie
Die Kanadische Botschaft ist an der zentralen Avenida da Liberdade im Gebäude Edifício Victória (Hausnummer 196–200) in der Hauptstadt Lissabon eingerichtet. Daneben bestehen zwei kanadische Konsulate, eines in Faro an der Algarve und eines in Ponta Delgada auf den Azoren.
Portugal unterhält seine Botschaft in der kanadischen Hauptstadt Ottawa. Daneben sind drei Generalkonsulate in Montreal, Toronto und Vancouver und zwei Honorarkonsulate in Edmonton und Winnipeg eingerichtet.

## Städtefreundschaften
Die trotz der geografischen Entfernung vielschichtigen kanadisch-portugiesischen Beziehungen drücken sich auch auf kommunaler Ebene aus, insbesondere in Form von Städtefreundschaften. 1987 gingen Toronto und Lissabon die erste kanadisch-portugiesische Städtepartnerschaft ein. Seither sind je 5 kanadische und portugiesische Ortschaften Beziehungen eingegangen oder bahnen sie an.

## Portugiesische Diaspora

### Portugiesische Einwanderung in Kanada

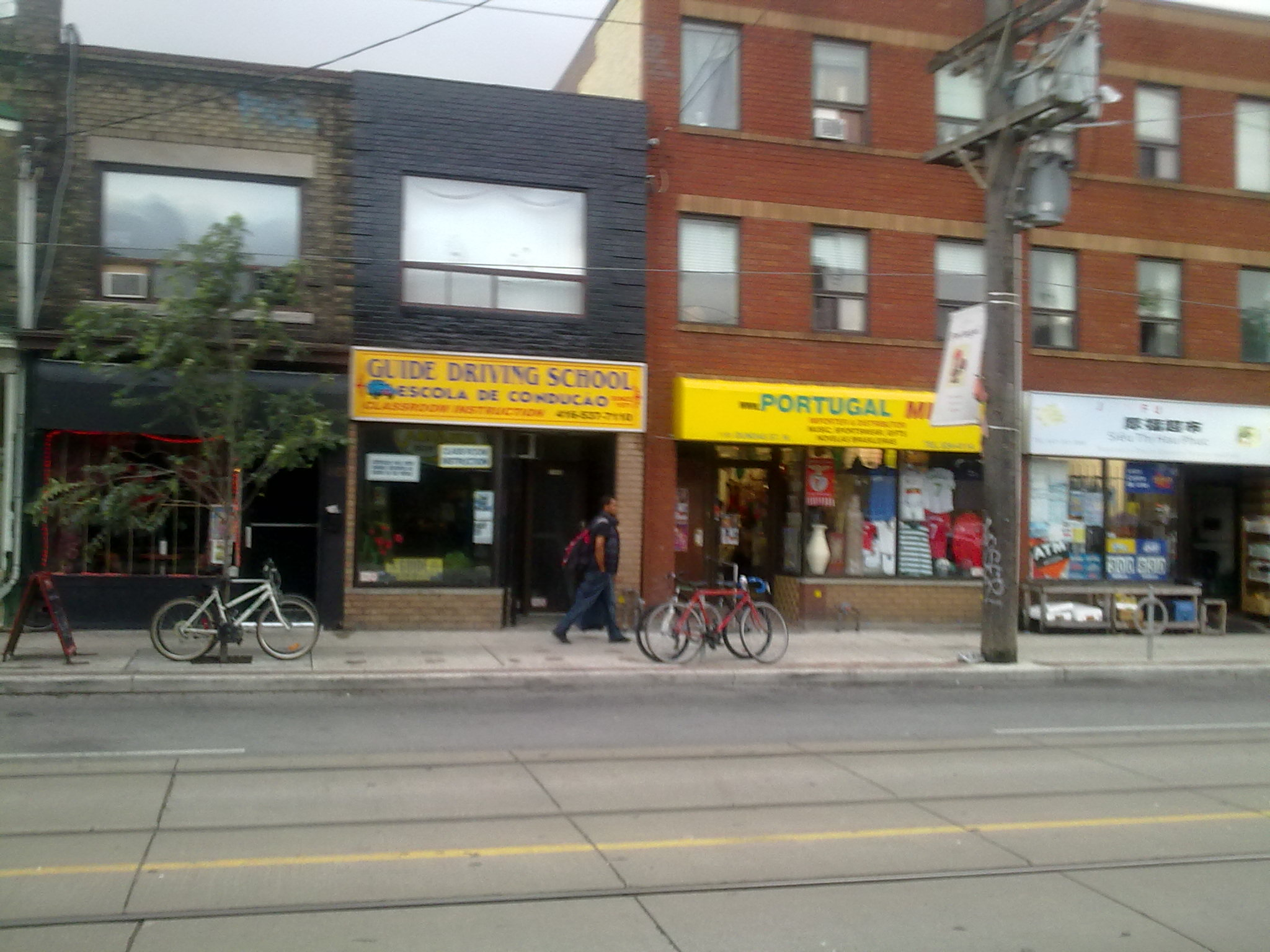
Portugiesischsprachige Ladenlokale in Little Portugal in Toronto.

Seit dem 15. Jahrhundert fahren portugiesische Schiffe bis nach Kanada. Insbesondere Fischer und Walfänger ließen sich seither dort nieder. An der weitergehenden Erschließung Kanadas ab dem späten 16. Jahrhundert beteiligten sich auch portugiesische Einwanderer. Insbesondere von den Azoren, aber auch Nordportugal, Madeira und anderen Regionen Portugals kamen stetig weitere Einwanderer in Wellen nach Kanada. Schwerpunkte der portugiesischen Einwanderung bildeten zunächst die Ostküste, später auch die Westküste und danach die wachsenden Städte.
Vor allem die Großräume von Toronto und Montreal, aber auch der Großraum Vancouver beherbergen heute bedeutende portugiesische Gemeinden. In Toronto existiert mit Little Portugal gar ein portugiesisch geprägtes Stadtviertel, und auch in Montreal gibt es eine sichtbare portugiesische Gemeinde. Der Botschafter Portugals in Kanada, João do Carmo Ataíde da Câmara, berichtete Anfang 2022 auf der Website der portugiesischen Botschaft von seinen bisherigen Reisen durch große und kleine Ortschaften in acht der zehn kanadischen Provinzen, in denen er überall Portugiesen getroffen hat. Die Gemeinden seien gut in die Mehrheitsgesellschaft integriert und engagierte Persönlichkeiten mit portugiesischen Wurzeln fänden sich dort zahlreich in Politik, Wirtschaft, Wissenschaft, Verwaltung, Bildung, Forschung, Sport und Kultur. Er nähme die Portugiesen in Kanada heute als integrierter und wertgeschätzter Teil der Gesellschaft wahr, und auch der wirtschaftliche und kulturelle Austausch zwischen Menschen in beiden Ländern habe sich vertieft, beflügelt nicht zuletzt durch Initiativen wie einem neuen Jugendaustauschprogramm.

### Zahlen und Daten
Kanadier in Portugal

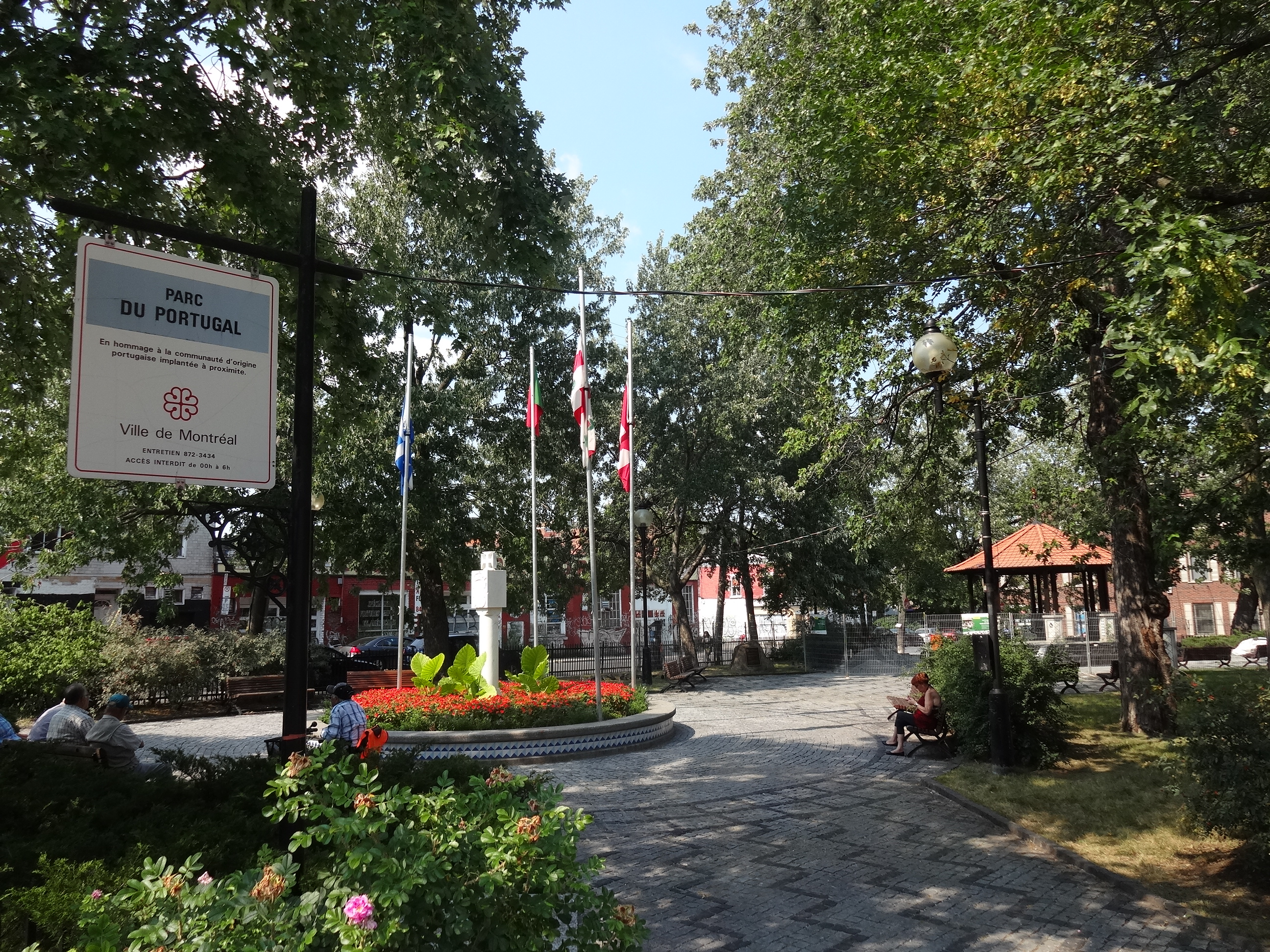
Der Parc du Portugal in Montreal, gewidmet der portugiesischen Einwanderung.

Im Jahr 2021 lebten 1.098 kanadische Staatsbürger in Portugal, davon 390 im Großraum Lissabon, 230 an der Algarve und 102 auf den Azoren.  Bekanntester kanadischer Bewohner in Portugal dürfte bisher der Rockmusiker Bryan Adams gewesen sein, der hier von 1967 bis 1971 als Diplomatensohn lebte.
Die Summe ihrer Rücküberweisungen 2020 betrug 4 Mio. Euro (2020: 2,5 Mio., 2015: 2,18 Mio., 2010: 2,64 Mio., 2005: 6,36 Mio., 2000: 4,49 Mio.)
Portugiesen in Kanada
Im Jahr 2019 lebten 148.513 in Portugal geborene Menschen in Kanada. Die Zahl der Kanadier mit portugiesischen Wurzeln wird heute mit insgesamt über 480.000 Menschen angegeben. Im Jahr 2021 überwiesen sie 27,85 Mio. Euro nach Portugal (2020: 21,99 Mio., 2015: 32,49 Mio., 2010: 46,25 Mio., 2005: 73,3 Mio., 2000: 145,74 Mio.). Die sinkenden Rücküberweisungen werden durch den Wechselkurs des Kanadischen Dollars beeinflusst, spiegeln aber auch die Veränderungen in der portugiesischen Gemeinde Kanadas wieder, in der die nachwachsenden Generationen noch einige emotionale und kulturelle, jedoch kaum noch direkte wirtschaftliche Beziehungen zu Portugal pflegen.

### Kanadier portugiesischer Abstammung
Eine Reihe bekannter kanadischer Persönlichkeiten gingen aus der portugiesischen Gemeinde Kanadas hervor oder sind eingewanderte Portugiesen, darunter der Pionier des kanadischen Postwesens Pedro da Silva, der bedeutende Übersetzer und erste freie Schwarze in Kanada Mathieu da Costa, oder zuletzt die Popsängerin Nelly Furtado und der Musiker Shawn Mendes, neben einer Vielzahl Sportler, vor allem Eishockeyspieler und Fußballer. Auch der Schauspieler Keanu Reeves, der Golfspieler Stephen Ames, der Sänger Shawn Desman, der Autorennfahrer Zachary Claman DeMelo oder die Sängerin Melanie Fiona sind weitläufig portugiesischer Abstammung.

## Wirtschaft

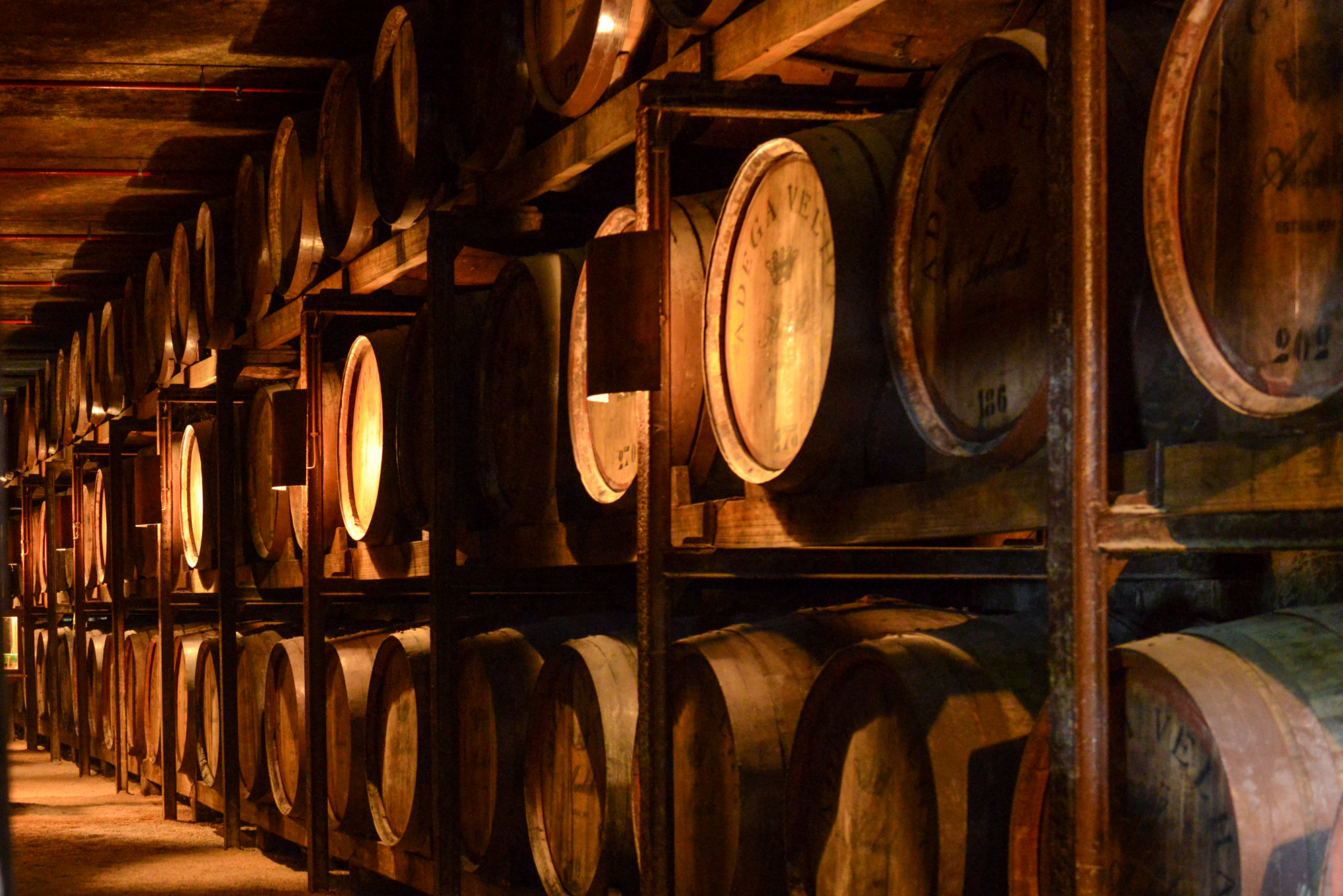
Weinfässer in der Quinta da Avelada bei Penafiel: Weine gehören vor Maschinen und Geräten zu den bedeutendsten portugiesischen Exportgüter nach Kanada, von wo vor allem Ölsaaten und Teile für die Luftfahrt kommen.

Im Jahr 2020 belief sich das bilaterale Handelsvolumen mit Waren auf 445,922 Mio. Euro, mit einem Handelsbilanzüberschuss zu Gunsten Portugals von 179,394 Mio. Euro. Dabei nahm Kanada 0,6 % (Platz 23) der portugiesischen Exporte auf und lieferte 0,2 % (Platz 41) der Importe Portugals.
Die portugiesischen Warenexporte nach Kanada im Jahr 2020 betrugen 312,658 Mio. Euro, wovon 20,6 % Lebensmittel, 11,9 % chemisch-pharmazeutische Produkte, 11,1 % textile Stoffe, 9,8 % Maschinen und Geräte, und 7,9 % Kunststoffe und Gummi waren.
Im gleichen Zeitraum exportierte Kanada Waren im Wert von 133,264 Mio. Euro nach Portugal, davon 68,1 % landwirtschaftliche Erzeugnisse, 10,6 % chemische Erzeugnisse, 8,4 % Maschinen und Geräte, 3,0 % optische und Präzisionsinstrumente, und 2,4 % Metallwaren.
Die portugiesische Außenhandelskammer AICEP unterhält eine Niederlassung in Toronto. Daneben besteht mit der FPCBP (Federação de Empresários e Profissionais Luso-Canadianos) ein kanadisch-portugiesischer Berufs- und Unternehmensverband.
Portugal gehörte in der EU zu den aktivsten Befürwortern des CETA-Freihandelsabkommen mit Kanada. Am 21. Dezember 2017 hat Portugal das CETA-Abkommen offiziell ratifiziert.

## Kultur

### Institutionen
Das portugiesische Kulturinstitut Instituto Camões ist in Kanada u. a. mit einem Sprachzentrum in Toronto und einer Vielzahl Kooperationen und Lektoraten an zahlreichen Hochschulen Kanadas vertreten. Auch an einigen portugiesischen Schulen und Kultureinrichtungen in Kanada ist es beteiligt.

### Film
Gelegentlich kommt es zu Zusammenarbeiten zwischen dem Kanadischen Film und dem Portugiesischen Kino, etwa 2017 der Film Leviano des luso-kanadischen Regisseurs Justin Amorim, oder der prämierte portugiesische Trickfilm Histoire tragique avec fin heureuse.
Filme beider Länder laufen regelmäßig auch auf Filmfestivals des jeweils anderen Land. Beim portugiesischen Fantasporto beispielsweise, dem wichtigsten Fantasyfilm-Festival des Landes, oder auch den Curtas Vila do Conde, dem wichtigsten Kurzfilmfestival Portugals, gewannen mehrmals kanadische Produktionen. Im Gegenzug wurden portugiesische Filme schon häufig in Kanada prämiiert, insbesondere beim Toronto International Film Festival (u. a. Sangue do Meu Sangue 2011), wo auch eine Vielzahl portugiesischer Filme Premieren feierten, darunter Filme wie João César Monteiros Das Becken von John Wayne (1997), Joaquim Sapinhos Deste Lado da Ressurreição (2011) oder der vielbeachtete letzte Film von Raúl Ruiz Die Geheimnisse von Lissabon (2010).

### Musik
Der anhaltend rege Austausch zwischen Kanada und Portugal und die gegenseitige Migration zeigt sich auch im lebendigen Austausch der Musikszenen in beiden Ländern. Auch portugiesischstämmige Musiker in Kanada und kanadische Musiker in Portugal zeugen davon. Die portugiesischstämmige kanadische Popsängerin Nelly Furtado kann als bekanntestes Beispiel in Kanada gelten, während der in der portugiesischen alternativen Musikszene aktive Brian Jackson (u. a. die Band Primitive Reason) bekannt ist.

## Sport

### Fußball
Männer

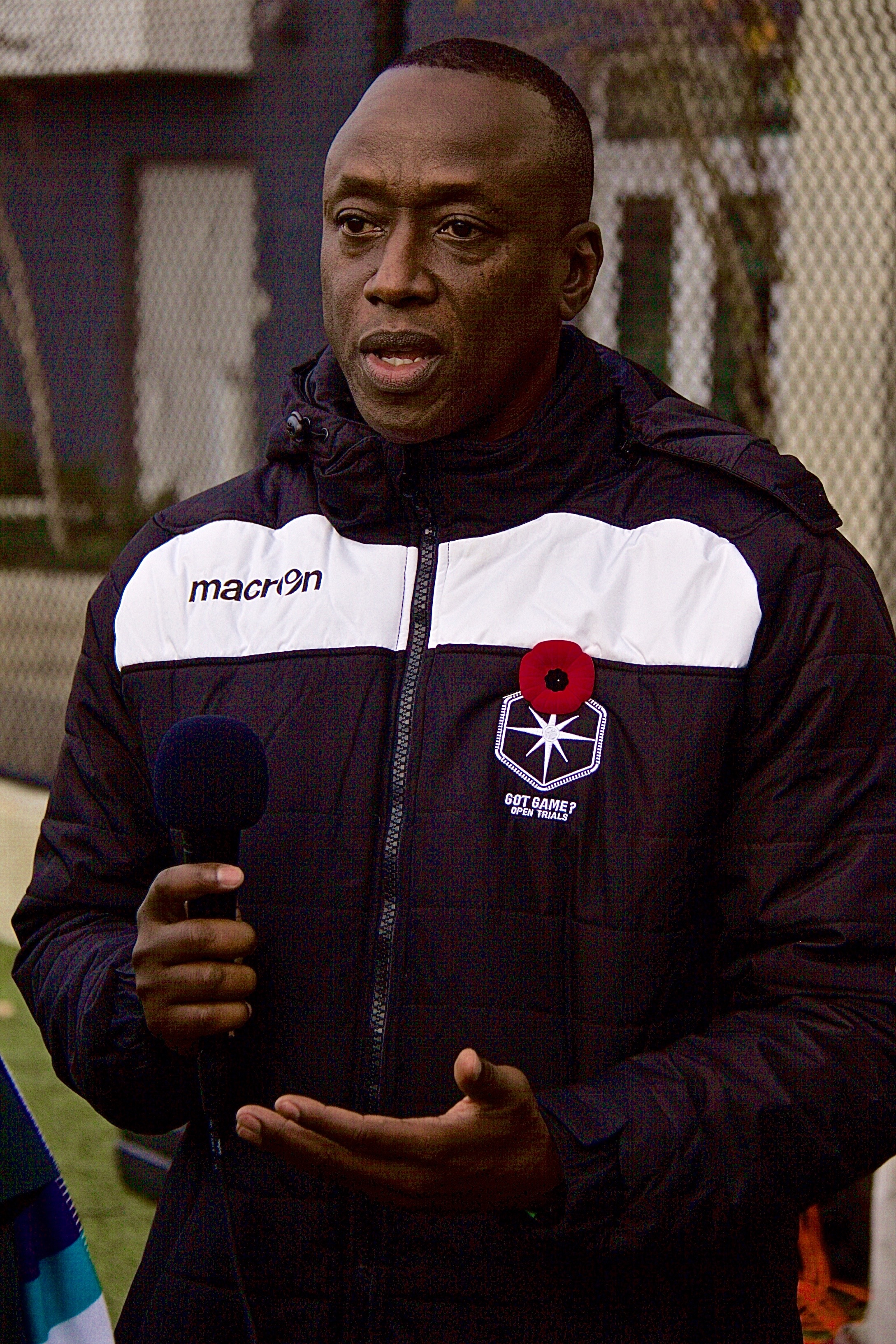
Alex Bunbury gehört bis heute zu den erfolgreichsten Torschützen der kanadischen Nationalmannschaft. Von 1993 bis 1999 spielte er bei Marítimo Funchal.

Die kanadische Fußballnationalmannschaft und die portugiesische Auswahl der Männer trafen bisher zweimal aufeinander (Stand März 2022), erstmals am 26. Januar 1995. Das Freundschaftsspiel in Toronto endete unentschieden 1:1. Das zweite Spiel war ebenfalls ein Freundschaftsspiel. Es fand am 26. März 2005 im portugiesischen Barcelos statt und endete 4:1 für Portugal. Der portugiesisch-kanadische Trainer Tony Fonseca war 2012 kanadischer Nationaltrainer.
Gelegentlich spielen kanadische Fußballer auch für portugiesische Teams, darunter Nationalspieler wie Alex Bunbury, der 1993 bis 1999 bei Marítimo Funchal spielte, oder Jordan Hamilton, der 2014 für den Zweitligisten CD Trofense auflief.
Einige kanadische Nationalspieler wie Steven Vitória, Marcus Godinho, Fernando Aguiar, Dylan Carreiro, Antonio Ribeiro oder Pedro Pacheco sind portugiesischer Abstammung.
Der im kanadischen Edmonton geborene Portugiese Daniel Fernandes begann seine Fußball-Laufbahn als Torhüter bei den Vancouver Olympics und wechselte 2000, noch als Jugendlicher, nach Portugal zum FC Porto, wo er ab 2001 auch Profispieler wurde. 2002 und 2003 spielte er in der kanadischen U-20-Auswahl, danach entschied er sich für die portugiesische Nationalmannschaft, wo er jedoch nur Ersatztorhüter blieb. 2018 bis 2020 führte ihn seine Profi-Karriere erneut nach Portugal, wo er für den SC Farense im Tor stand.
Ähnlich verlief die Karriere von Lucas Dias: er wurde 2003 im kanadischen Toronto geboren und spielte zunächst ebenfalls für die kanadische Auswahl (U-16), entschied sich später aber für die portugiesische Nationalelf (U-20). Bereits als 11-Jähriger war er zu Sporting Lissabon nach Portugal gegangen, in das Land seiner Großeltern.
Stephen Eustáquio (* 1996) dagegen wurde zwar auch in Kanada geboren, als Sohn portugiesischer Eltern. Er ging jedoch im Alter von sieben Jahren nach Portugal, so dass er nur für portugiesische Teams spielte (seit 2022 für den FC Porto). Zunächst war er Nationalspieler für Portugals U21-Auswahl, seither spielt er jedoch für die kanadische Nationalmannschaft. Sein älterer Bruder Mauro Eustáquio (* 1993) wurde noch in Portugal geboren und spielte anfangs bei portugiesischen Klubs, ging dann aber zurück nach Kanada, wo er bei dortigen Klubs spielte und die kanadische Nationalmannschaft vertrat. Seine Profilaufbahn beendete Mauro 2021 dann wieder in Portugal, beim Drittligisten Caldas SC. Danach wurde er Trainer in Kanada, seit Februar ist er dort Trainer des Erstligisten York United (Stand Oktober 2022).
Ricardo Ferreira wurde ebenfalls in Kanada geboren und spielte in der Jugend des Toronto FC, bevor er nach Portugal in das Land seiner Eltern ging und dort Vereins- und Nationalspieler wurde. 2021 entschied er sich dann aber für die kanadische Auswahl.
Der in Kanada geborene Justin Isidro spielte in portugiesischen und kanadischen Vereinen, tritt aber für die kanadische Auswahl an. Der Torwart Matthew Nogueira wurde auch in Kanada geboren und spielte für verschiedene portugiesische Teams, tritt aber ebenfalls für die kanadische Auswahl an.
Der kanadische Jugend-Nationalspieler Ryan Raposo hat einen portugiesischen Vater.
In Kanada bestehen zahlreiche portugiesische Fußballteams, darunter auch Profi-Klubs wie der Portugal FC (ehemals SC Toronto bzw. Toronto Supra). Der portugiesischstämmige Kanadier Danny Amaral begann 1996 dort seine Profi-Karriere, die ihn danach auch zu mehreren portugiesischen Klubs führte, bevor er 2009 als Trainer zum Klub zurückkehrte.
Portugals Fußballlegende Eusébio spielte gegen Ende seiner Karriere beim kanadischen Club Toronto Metros-Croatia (1975/76).
Frauen
Die kanadische und die portugiesische Fußballnationalmannschaft der Frauen trafen bisher (Stand März 2022) dreimal aufeinander, erstmals am 15. März 2001 beim Algarve-Cup. Das Spiel in Albufeira endete 2: für die Kanadierinnen. Auch ein Jahr später trafen sie dort aufeinander, die Kanadierinnen gewannen in Silves am 5. März 2002 sogar mit 7:1. Auch 2017 spielten sie dort gegeneinander: das Spiel am 6. März 2017 endete unentschieden 0:0 und war das 100. Spiel unter dem kanadischen Trainer John Herdman.
Gelegentlich treten Spielerinnen beider Länder auch für Vereine des jeweils anderen Landes an. So spielte die kanadische Nationalspielerin Cloé Lacasse von 2019 bis 2023 beim portugiesischen Klub Benfica Lissabon, die kanadische Nationalspielerin Marie-Yasmine Alidou unterschrieb 2022 bei der Frauenmannschaft des FC Famalicão. Caroline Kehrer lief ab 2021 für die portugiesischen Vereine SC União Torreense (bis 2022) und Sporting Braga (bis 2024) auf, bevor sie zu Bayer 04 Leverkusen wechselte.
Die portugiesische Nationalspielerin Sierra Cota-Yarde ist in Toronto geboren und aufgewachsen und spielte in mehreren Vereinen dort. Die ehemalige kanadische Nationalspielerin Gina Pacheco hat einen portugiesischen Vater.

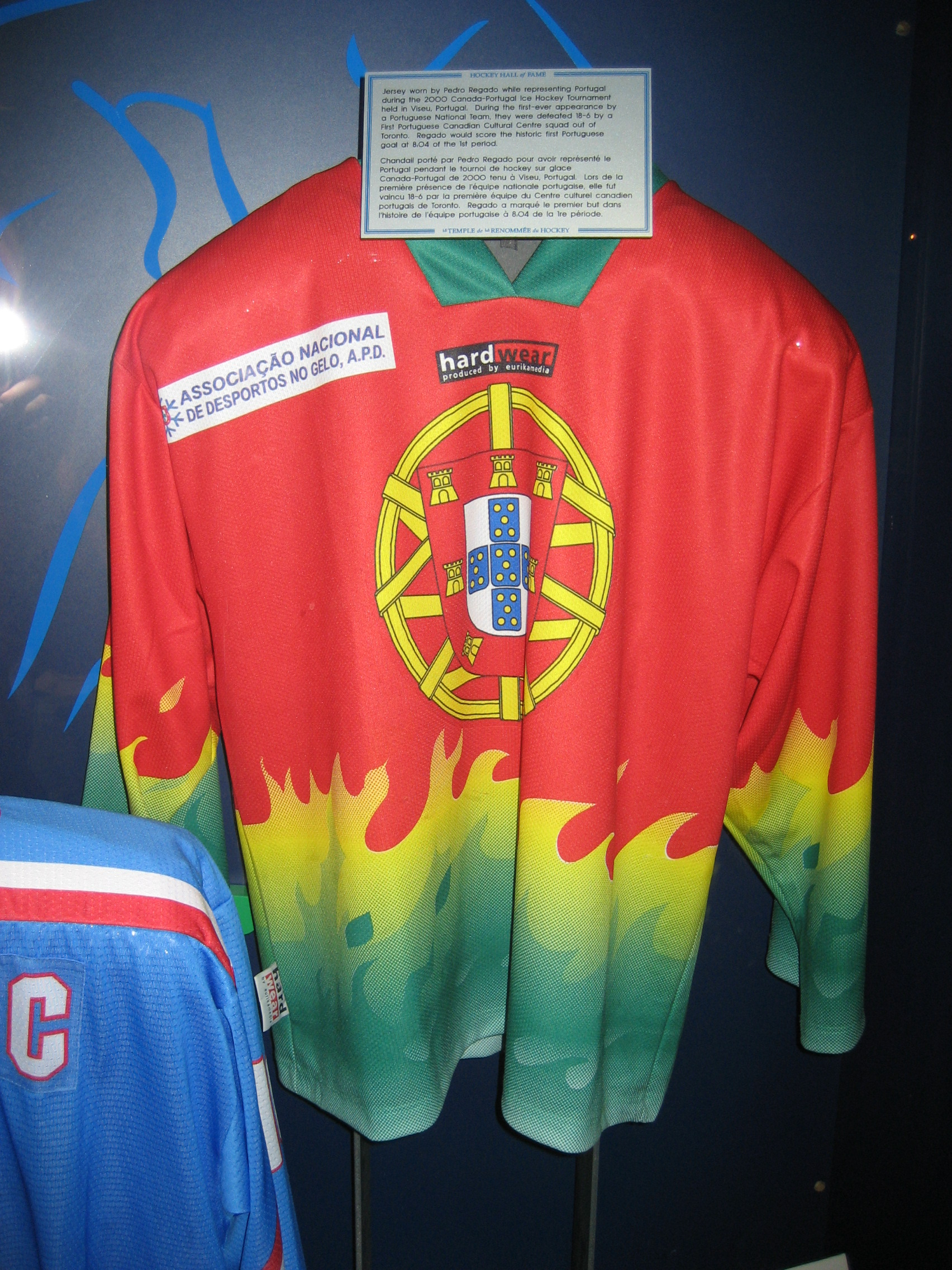
Trikot der portugiesischen Eishockeynationalmannschaft in der Hockey Hall of Fame in Toronto.

### Eishockey
Eishockey ist kanadischer Nationalsport, während in Portugal Rollhockey ungleich populärer und erfolgreicher ist. Die portugiesische Eishockeynationalmannschaft begann ab 1999 vor allem in Kooperation mit kanadischen Partnern ihre Entwicklung, gehört aber weiterhin zu den schwächsten Mannschaften. Sie konnte sich noch nie für ein bedeutendes Turnier qualifizieren und trat bisher nur im IIHF Development Cup an (Stand März 2022). Die kanadische Eishockeynationalmannschaft zählt dagegen zu den besten Teams der Welt.
Einige bekannte kanadische Eishockeyspieler sind portugiesischer Abstammung, etwa Justin Azevedo, Dylan DeMelo, Brenden Dillon, Drew Doughty, Steve Martins, Adam Henrique, Mike Ribeiro, Evan Rodrigues oder John Tavares.

### Volleyball
Spieler beider Länder treten gelegentlich auch im jeweils anderen Land an. Die kanadische Volleyballspielerin Isabella Noble etwa spielte in der Saison 2022/23 für den portugiesischen Erstligaverein Clube Kairós Ponte Delgada aus der Regionalhauptstadt der Azoren, und der Kanadier Andre Brown spielte ab 2018 zwei Jahre für den Topklub Sporting Lissabon.